# Carl Zuckmayer
Carl Zuckmayer (Nackenheim, 27 dicembre 1896 – Visp, 18 gennaio 1977) è stato uno scrittore, drammaturgo e sceneggiatore tedesco.

## Biografia
Nato a Nackenheim nell'Assia-Renana, all'età di quattro anni la sua famiglia si trasferì a Magonza. Con lo scoppio della prima guerra mondiale Zuckmayer, come molti altri studenti di scuola superiore, terminò gli studi ottenendo il Notabitur con un esame facilitato e si arruolò volontario (Kriegsfreiwilliger) nell'esercito. Durante la guerra venne impiegato sul fronte occidentale. Nel 1917 apparvero le sue prime poesie nella pubblicazione pacifista Die Action.
Dopo la guerra riprese gli studi presso l'Università di Francoforte, prima in scienze umane e più tardi in biologia e botanica. Nel 1920 sposò l'amica d'infanzia Annemarie Ganz, ma divorziarono dopo un anno quando Zuckmayer ebbe una relazione con l'attrice Annemarie Seidel.
I suoi primi lavori in letteratura e teatro furono dei totali fallimenti. Il suo primo dramma Kreuzweg del 1921 fece fiasco e fu smantellato dopo solo tre repliche e quando venne scelto come consigliere artistico per il teatro di Kiel perse anche questo lavoro dopo la controversa prima de L'eunuco di Terenzio. Nel 1924 divenne drammaturgo del Deutsches Theater di Berlino assieme a Bertolt Brecht. Dopo un altro fiasco col suo secondo dramma Pankraz erwacht oder Die Hinterwäldler, arrivò finalmente al grande successo di pubblico nel 1925 con la commedia Der fröhliche Weinberg con la quale vinse il Premio Kleist.
Sempre nel 1925 Zuckmayer sposò l'attrice austriaca Alice Herdan comprando con lei una casa a Henndorf, vicino a Salisburgo. La sua opera successiva, Der Schinderhannes, ottenne ancora un certo successo. Nel 1929 scrisse la sceneggiatura del film L'angelo azzurro con Marlene Dietrich, basata sul romanzo Professor Unrat di Heinrich Mann. Quello stesso anno ricevette il prestigioso Premio Georg Büchner.
Nel 1931 debuttò la sua opera teatrale Der Hauptmann von Köpenick e divenne un nuovo successo. Nel 1933, però, alla salita al potere del nazismo in Germania, i suoi drammi vennero vietati. Zuckmayer trasferì con la sua famiglia la residenza in Austria, dove pubblicò ancora qualche opera. Dopo l'Anschluss, nel 1939 venne esiliato dal governo nazista e fuggì attraverso la Svizzera negli Stati Uniti d'America dove lavorò prima come sceneggiatore a Hollywood e, dopo aver comprato una fattoria nel Vermont, divenne agricoltore fino al 1946.
Dopo la seconda guerra mondiale, diventò cittadino americano naturalizzato e lavorò per il Governo degli Stati Uniti. Tornò in Germania come addetto culturale e partecipò alle indagini post-belliche. Il suo dramma Des Teufels General (Il generale del diavolo), basato sulla biografia del Generaloberst Ernst Udet, debuttò a Zurigo il 14 dicembre 1946. L'opera ottenne un grande successo nella Germania del dopoguerra: fu uno dei primi tentativi letterari di affrontare l'argomento del nazismo.
Zuckmayer continuò a scrivere: Barbara Blomberg debuttò a Costanza nel 1949, Das kalte Licht ad Amburgo nel 1955. Dopo aver fatto la spola tra Stati Uniti e Svizzera per molti anni, gli Zuckmayer lasciarono l'America nel 1958 e si stabilirono a Saas Fee nel Canton Vallese. Nel 1966 egli divenne cittadino svizzero e pubblicò le proprie memorie dal titolo Als wär's ein Stück von mir (Come se fosse parte di me). La sua ultima opera, Der Rattenfänger debuttò a Zurigo nel 1975. Zuckmayer morì nel 1977 a Visp e fu sepolto il 22 gennaio a Saas Fee.

## Premi e riconoscimenti
Zuckmayer ricevette, oltre a quelli già citati, numerosi riconoscimenti come il Premio Goethe della città di Francoforte nel 1952, l'Ordine al Merito di Germania nel 1955, l'austriaco Staatspreis für Literatur nel 1960, Pour le Mérite per la scienza e le arti nel 1967, e ancora l'austriaco Verdienstkreuz am Band nel 1968.

## Cinematografia
- Der Hauptmann von Köpenick, regia di Siegfried Dessauer - soggetto (1926)
- Schinderhannes, regia di Curtis Bernhardt - lavoro teatrale e sceneggiatura (1928)
- L'arte e gli amori di Rembrandt (Rembrandt), regia di Alexander Korda - soggetto (1936)
- Der fröhliche Weinberg, regia di Erich Engel - soggetto e sceneggiatura (1952)
- Il generale del diavolo, regia di Helmut Käutner - soggetto (1955)

## Teatro
Adattamenti teatrali in lingua italiana si ebbero dapprima con Mario Spagnol nel 1956 sul periodico Sipario e successivamente, nel 1973, anche per il Teatro Stabile del Friuli-Venezia Giulia (replicato pure su altri palcoscenici) ad opera di Lino Carpinteri e Mariano Faraguna, con Renato Rascel nel ruolo di Guglielmo Voigt, regia di Sandro Bolchi, scena e costumi di Luciano Damiani.